# Taquara (Rio Grande do Sul)
Taquara is een gemeente in de Braziliaanse deelstaat Rio Grande do Sul. De gemeente telt 55.473 inwoners (schatting 2009).

## Aangrenzende gemeenten
De gemeente grenst aan Araricá, Glorinha, Gravataí, Igrejinha, Novo Hamburgo, Parobé, Rolante, Santo Antônio da Patrulha, São Francisco de Paula, Sapiranga en Três Coroas.

## Geboren
- Sonia Ebling (1918-2006), beeldhouwster en schilderes